# Графік якісного показника покладу
Графік якісного показника покладу (рос. график качественного показателя залежи, англ. graph of qualitative index deposit's) — один з видів графічної моделі покладу корисної копалини, в якій відображено якісні показники корисної копалини (вміст корисних або шкідливіх компонентів, геомеханічних, фізичних показників та ін.). Г.я.п.п. зображують ізолініями властивостей показників або кривими (ізолініями), які характеризують поклад в заданих напрямах.